# Gennadi Kasparov
Gennadi Georgijevich Kasparow (em russo:  Геннадий Георгиевич Каспаров é um matemático russo-estadunidense, que trabalha com topologia algébrica, álgebra de operadores e sua K-teoria.
Kasparow estudou na Universidade Estatal de Moscou, onde obteve um doutorado em 1974, orientado por Sergei Novikov, e obteve a habilitação (Doktor nauk) em 1984 na Academia de Ciências de Kiev. É Stevenson Professor de matemática na Universidade Vanderbilt.
Sua primeira obra matemática foi publicada quando era ainda estudante em 1969.
Foi palestrante convidado do Congresso Internacional de Matemáticos em Varsóvia (1983: Operator K-theory and its applications: elliptic operators, group representations, higher signatures, C*-extensions).

## Obras
- The operator K-functor and extensions of C*-algebras, Izvestija Akad. Nauka SSSR, Ser. Math., Volume 44, 1980, p. 571–636 (em russo) e Mathematics USSR - Izvestiya, Volume 16, 1981, p. 513–572 (em inglês)
- The K-functor in the theory of extensions of C*-algebras, Functional Analysis and Applications, Volume 13, 1979, p. 296–297
- Topological invariants of elliptic operators, Parte 1: Homology, Izv. Akad. Nauk SSSR Ser. Mat., Volume 39, 1975, p. 796–838 (em russo) e Mathematics USSR - Izvestiya, Volume 9, 1975, p. 751–792 (em inglês)
- Equivariant KK-theory and the Novikov conjecture, Inventiones Mathematicae, Volume 91, 1988, p. 147–201
- Novikov's conjecture on higher signatures: The operator K-theory approach, Contemporary Mathematics, Volume 145, 1993, 79–99
- K-theory, group C*-algebras, and higher signatures, in S. C. Ferry, Andrew Ranicki, J. Rosenberg (Eds) Novikov Conjectures, Index Theorems and Rigidity, London Mathematical Society Lecture Notes Series 226, Cambridge University Press, 1995, Volume 1, p. 101–146
- com Nigel Higson: E-theory and KK-theory for groups which act properly and isometrically on Hilbert space, Inventiones Math., Volume 144, 2001, p. 23–74
- com Georges Skandalis: Groups acting properly on „bolic“ spaces and the Novikov conjecture, Annals of Mathematics, Volume 158, 2003, p. 165–206